# ベ・ホ
ベ・ホ（배호、裵 湖、1942年4月24日 - 1971年11月7日）は、大韓民国の歌手。1960年代に「誰か泣いて (누가 울어)」、「戻る三角地 (돌아가는 삼각지)」、「霧の奨忠壇公園 (안개 낀 장충단 공원)」などがヒットした。腎臓炎のために、29歳で若死した。本貫は、慶州である。

## 生涯
1942年、当時の中華民国（後の中華人民共和国）山東省済南市で光復軍の一員だったベ・ククミンの長男として生まれた。 父は平安北道鉄山郡出身で、母は新義州市出身であった。 出生時の名は裵晩今（ペ・マングム）であり、中学生の時に裵信雄（ペ・シンウン）と改名した。 1945年の解放後、両親とともに韓国に帰り、仁川の収容所で生活した。 その後は、ソウルの昌信洞の敵産家屋（적산가옥）に住んだ。 ソウル昌信初等學校を卒業し、釜山の三聖中学校に入学したが、1956年に2年生で中退した。
貧困に苦しみながら、1958年から1964年にかけて、韓国放送公社 (KBS) や東洋放送 (TBC) で楽団長をしていた母方のおじキム・グァンス (김광수) や、文化放送 (MBC) の初代楽団長を務めたキム・グァンビン (김광빈) の楽団、トンファ (동화)、チョンジ (천지)、MBC楽団、キム・インベ (김인배) 楽団などでドラムスを演奏し、音楽活動を始めた。12人編成のバンドを結成してソウルの楽園洞にあったプリンス・ キャバレー (프린스 카바레)などで活動し、名を売った。
1966年に腎臓炎を患い、1967年には裵相台 (ペ・サンテ)が作曲した「戻る三角地」を発表した。 この曲は、3月16日に吹き込みが行われたが、これに先立つ1月27日に三角地交差点で大規模な立体交差化の工事が始まり、これが話題になっていたこともあって、レコードは大ヒットとなった。
その後、腎臓炎の闘病中であった1971年11月7日に、病状が悪化し、当時の城北区（後の江北区）弥阿10洞の自宅から病院に向かう救急車の中で死去した。まだ満29歳で、未婚であった。 墓は、京畿道楊州市の新世界公園墓地 (신세계 공원묘지) にある。
1981年に実施された、MBC特集世論調査で「最も好きな歌手」の1位に選ばれ、2005年6月の『光復60年記念KBS歌謡舞台』の世論調査でも「国民に最も愛された国民歌手10人」のひとりに選ばれた。

## 作品と活動
5年ほどの歌手生活の間に、10社あまりのレコード会社から、20枚あまりのレコードを発売しており、合せて300曲あまりの録音を残した。
- 1963年（21歳）：芸名の「ペ ホ」でデビュー、デビュー曲「굿바이」、「사랑의 화살」（オリエント・レコード（朝鮮語版））発表
- 1964年（22歳）- 1965年（23歳）：（再）デビュー曲レコード吹き込み - 「두메산골」など6曲（トップ・ヒット・レコード (톱 힛트 레코드)）、コンボ・ バンド「ペホと楽団 (배호와 그 악단)」名義
- 1966年（24歳）：腎臓炎発病、「황금의 눈」（地球レコード（朝鮮語版）)、「홍콩 66번지」（新世紀レコード）発表
- 1967年（25歳）：
  - 「誰か泣いて」、「안개속으로 가 버린 사람」（ニュースター専属）等を病床から発表
  - 「戻る三角地」（アジア専属）発表[3]
- 1967年 - 1968年（26歳）：マスコミ各社の主催行事で歌手賞などを受賞：MBC10大歌手賞（ラジオ）[4]、TBC放送歌謡大賞など。各種の映画にも出演した。
- 1969年（27歳）- 1970年（28歳）：MBC10大歌手賞（テレビ）等（新世紀専属、チグ専属）、歌手活動5年間で合計30余りの部門で各種歌手賞を受賞
- 1971年7月(29歳）：「마지막 잎새」、「영시의 이별」最後のレコード発表

## その他
- ペ・ホが「戻る三角地」で歌った三角地（地下鉄三角地駅付近）に建設された三角地ロータリー（朝鮮語版）という龍山の立替交差点は、歌がヒットした1967年に建設され、1994年に撤去された。現在は、「戻る三角地」の歌碑、ペ・ホギル（ベ・ホ通り）という街路名、ペ・ホの銅像などが残されている。
- 1971年11月11日、イェチョン会館（예총 회관）で行われた葬式には、簡素な服を着た若い女性が数百メートルも立ち並んだといわれている。
- 韓国のエルヴィス・プレスリーと称されるほど音楽性をもち、没後の人気もかなり高い歌手である。
- 韓国国内では、全国に四基の歌碑が建てられている。「戻る三角地」（龍山）、「두메산골」（楊州市の墓碑）、「마지막 잎새」慶州市、「파도」江陵市）。

## 家族
- 父：ベ・ククミン（배국민、1912年 - 1955年8月）
- 母：キム・クムスン（김금순、1918年11月19日 - 1995年9月9日）
- 妹：ベ・、ミョンシン（배명신、1953年5月6日 - 2003年1月2日）
- 母方の叔父：キム・グァンビン（김광빈、1922年10月4日 - 2008年12月1日）
- 外叔母：アン・マミ（안마미、1937年 - ）

## 叙勲
- 2003年：玉関文化勲章（朝鮮語版）（4等級）追贈